# ارتو نیلسون

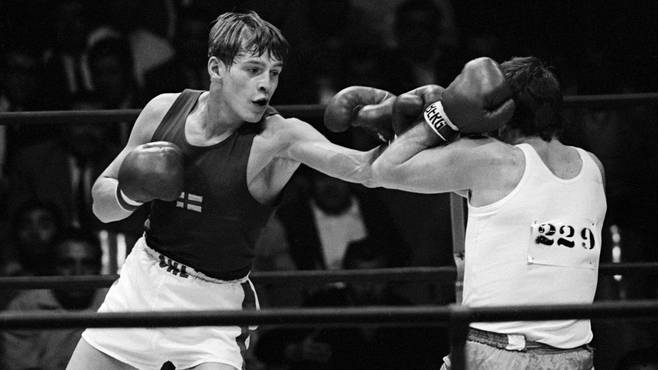
ارتو نیلسون در سمت چپ تصویر

ارتو نیلسون (انگلیسی: Arto Nilsson; ۱۹ مارس ۱۹۴۸ – ۱۱ ژوئیهٔ ۲۰۱۹) بوکسور اهل فنلاند بود.